# Efecto Miller

Amplificador con capacidad entre entrada y salida

Circuito de capacidad efectiva equivalente

circuito con emisor Miller

En electrónica, el efecto Miller da cuenta del incremento en la capacitancia de entrada equivalente de un amplificador inversor de voltaje debido a la amplificación de la capacitancia entre los terminales de entrada y salida. La capacitancia de entrada adicional debida al efecto Miller está dada por:

{\displaystyle C_{M}=C(1+A_{v})\,}

donde {\displaystyle A_{v}} es la ganancia del amplificador y C es la capacitancia de retroalimentación.
Aunque el término efecto Miller normalmente se refiere a la capacitancia, cualquier impedancia conectada entre la entrada y cualquier otro nodo que exhibe ganancia puede modificar la impedancia de entrada del amplificador mediante este efecto. Estas propiedades del efecto Miller son generalizadas por el  teorema de Miller.

## Historia
El efecto Miller fue llamado así en honor a  John Milton Miller. Cuando Miller publicó su trabajo en 1920, estaba trabajando en triodos de tubos de vacío, sin embargo la misma teoría se aplica a dispositivos más modernos, tales como un Transistor de unión bipolar y Transistores MOS.

## Demostración
Considérese un amplificador inversor de voltaje ideal de ganancia {\displaystyle -A_{v}} con una impedancia {\displaystyle Z} conectada entre sus nodos de entrada y salida. El voltaje de salida es por consiguiente {\displaystyle V_{o}=-A_{v}V_{i}}.  Asumiendo que la entrada del amplificador no lleva corriente, toda la corriente de entrada fluye a través de {\displaystyle Z}, y por consiguiente está dada por:

{\displaystyle I_{i}={\frac {V_{i}-V_{o}}{Z}}={\frac {V_{i}(1+A_{v})}{Z}}}

La impedancia de entrada del circuito es: 

{\displaystyle Z_{in}={\frac {V_{i}}{I_{i}}}={\frac {Z}{1+A_{v}}}.}

En consecuencia la capacitancia efectiva o capacitancia de Miller CM es el valor físico de C multiplicado por el factor {\displaystyle (1+A_{v})}.